# أليكس بيرن
أليكس بيرن (بالإنجليزية: Alex Byrne)‏ (5 فبراير 1997 - ) هو لاعب كرة قدم بريطاني في مركز الوسط. لعب مع نادي إكزتر سيتي.

## وصلات خارجية
- أليكس بيرن على موقع قاعدة بيانات كرة القدم.إي يو (الإنجليزية)
- أليكس بيرن على موقع Soccerbase.com (لاعب) (الإنجليزية)
- أليكس بيرن على موقع Soccerway.com (الإنجليزية)